# Bruce (Mississippi)
Bruce é uma cidade  localizada no estado americano de Mississippi, no Condado de Calhoun.

## Demografia
Segundo o censo americano de 2000, a sua população era de 2097 habitantes. 
Em 2006, foi estimada uma população de 2028, um decréscimo de 69 (-3.3%).

## Geografia
De acordo com o United States Census Bureau tem uma área de 
6,6 km², dos quais 6,6 km² cobertos por terra e 0,0 km² cobertos por água. Bruce localiza-se a aproximadamente 119 m acima do nível do mar.

## Localidades na vizinhança
O diagrama seguinte representa as localidades num raio de 20 km ao redor de Bruce. 